# The Founder
The Founder (bra: Fome de Poder; prt: O Fundador) é um filme biográfico de drama de 2016 dirigido por John Lee Hancock e escrito por Robert Siegel. O filme é estrelado por Michael Keaton como o empresário Ray Kroc, e retrata a história da sua criação da rede de fast food McDonald's. Nick Offerman e John Carroll Lynch são co-estrelas como os fundadores do McDonald's, Richard e Maurice McDonald.
O filme estreou no Arclight Hollywood em 7 de dezembro de 2016 e foi lançado nos Estados Unidos em 20 de janeiro de 2017, pela Weinstein Company. O filme arrecadou US$ 23 milhões em todo o mundo e recebeu geralmente críticas positivas dos críticos, com elogios pela atuação de Keaton.

## Enredo
Ray Kroc é um vendedor ambulante de um fabricante de multimixer da marca Prince Castle em 1954. Embora tenha uma esposa que o apoia, Ethel, poupa o suficiente para ter uma vida simples e cômoda em Arlington Heights, Illinois, porém ele sempre anseia por mais. Depois de saber que um drive-in em San Bernardino está pedindo um número invulgarmente elevado de multimixers, Ray vai até California para vê-lo. Lá ele encontra um estabelecimento chamado McDonald's — um restaurante muito popular com um serviço rápido, comida de alta qualidade, recipientes descartáveis e uma clientela familiar.
Ray se reúne com os irmãos McDonald, Maurice "Mac" McDonald e Richard "Dick" McDonald. Ray visita a cozinha e registra a ética de trabalho dos empregados. Dick explica que os alimentos de alta qualidade e o serviço rápido como um raio são a espinha dorsal de sua janta. Ray leva os irmãos para jantar para contar a história de origem do McDonald's. No dia seguinte, Ray sugere para os irmãos franquias de restaurantes e descobre que eles já haviam tentado, porém encontraram apenas proprietários ausentes e padrões inconsistentes que eventualmente levaram ao fracasso do modelo de franquias. Ray persiste e eventualmente convence os irmãos a permitir dirigir seus esforços na franquia com a condição de que ele aceite um contrato que exige que todas as mudanças sejam aprovadas pelos irmãos McDonald.
Inicialmente, Ray começa a construir um restaurante do McDonald's em Des Plaines, Illinois, enquanto tenta atrair investidores ricos para abrir franquias, mas encontra a mesma ética de má gestão que condenou os esforços da franquia original. Ray bate na ideia da franquia para os investidores da classe média, que são mais prováveis a ser favoráveis e dispostos a seguir a fórmula de McDonald. Isso prova ser bem sucedido, e começam a se abrir novas franquias no centro-oeste com Ray representando a si mesmo como o criador do McDonald. Durante este tempo, Ray conhece Rollie Smith, proprietário de um restaurante interessado em Minnesota que deseja investir e sua esposa Joan, a quem Ray é imediatamente atraído.
Apesar de seu sucesso, Ray começa a encontrar dificuldades financeiras, uma vez que a sua participação nos benefícios de franchising é limitado por causa de seu contrato, e o fato de que os proprietários estão encontrando custos mais elevados do que o esperado, especialmente para refrigeração de grandes quantidades de sorvete para milkshakes. Joan sugere um milkshake em pó a Ray como uma maneira de evitar esses custos, mas os irmãos McDonald se recusam a comprometer a qualidade de seus alimentos. Com suas dívidas crescentes, Ray vai para o seu banco para tentar renegociar o seu empréstimo, mas eles se recusam. Felizmente, Harry Sonneborn, consultor financeiro da Tastee-Freez, o ouve e concorda em revisar os livros de Ray. Ele percebe que a oportunidade de lucro real é fornecer imobiliário para os franqueados, que não só irá proporcionar um fluxo de renda, mas irá proporcionar influência sobre seus franqueados e sobre os irmãos McDonald. Ray incorpora uma nova empresa, a Franchise Realty Corporation e atrai novos investidores para a empresa imobiliária.
Encorajado, Ray começa a desafiar cada vez mais os irmãos McDonald e iludir sua autoridade, incluindo o fornecimento de milkshakes em pó para todos os franqueados. Finalmente, Ray renomeia sua empresa para The McDonald's Corporation e exige ser liberado de seu contrato e comprar a parte dos irmãos. A notícia dá um choque diabético em Mac. Ray o visita no hospital e oferece aos irmãos um cheque em branco para resolver o seu negócio. Os irmãos aceitam um pagamento de US$ 1 milhão a cada um deles e uma taxa anual de 1% das receitas do McDonald para o resto de suas vidas, mas quando chega a hora de finalizar o negócio, Ray se recusa a incluir esses direitos do contrato e, em vez disso, oferece um acordo de aperto de mãos. Depois Dick pergunta a Ray porque ele quis assumir o negócio deles, quando ele poderia facilmente ter roubado sua ideia e a ter recriado. Ray revela que o verdadeiro valor do McDonald é o próprio nome, que expressa todos os atributos de Americana.
Os irmãos McDonald são forçados a retirar o seu nome do restaurante original e Ray abre uma nova franquia McDonald do outro lado da rua do restaurante original para colocar, finalmente, os irmãos McDonald fora do negócio. O filme termina em 1970 com Ray Kroc preparando um discurso no qual ele elogia pelo seu sucesso em sua mansão elaborada com sua nova esposa, Joan. Um epílogo revela que os irmãos McDonald nunca foram pagos pelos royalties, já que foram incapazes de provar o aperto de mão.

## Elenco
- Michael Keaton como Ray Kroc
- Nick Offerman, como Richard "Rick" McDonald
- John Carroll Lynch como Maurice "Mac" McDonald
- Linda Cardellini como Joan Smith
- B. J. Novak como Harry J. Sonneborn
- Laura Dern como Ethel Kroc
- Justin Randell Brooke como Fred Turner
- Kate Kneeland como de June Martino
- Patrick Wilson como Rollie Smith
- Wilbur Fitzgerald como Jerry Cullen

## Produção
O roteiro para The Founder foi escrito por Robert Siegel, com base na autobiografia de Ray Kroc, e em uma biografia não-autorizada. De acordo com os primeiros relatos, o filme era para ser desenvolvido na mesma veia de There Will Be Blood e A Rede Social. De acordo com a Deadline.com, ele ficou com o 13º melhor script não-produzido de 2014. Em dezembro de 2014, John Lee Hancock assinou a direção do filme.

### Elenco
Em fevereiro de 2015, Michael Keaton assinou para o papel de Ray Kroc. Laura Dern participou do filme em 11 de maio de 2015, para ser a mulher de Kroc, Ethel Fleming, com quem Kroc se divorciou em 1961. No dia seguinte, foi anunciado que Nick Offerman, participou do filme para ser Richard "Dick" McDonald. Em 28 de maio de 2015, foi anunciado que B. J. Novak participou do filme como consultor financeiro de Kroc, Harry J. Sonneborn. Em 9 de junho de 2015, foi relatado que participou do filme Linda Cardellini, e em 26 de junho de 2015, foi anunciado que John Carroll Lynch e Patrick Wilson também havia sido adicionados.

### Filmagens
A fotografia principal do filme começou em Newnan, Geórgia, em 1 de junho de 2015. Após um mês de busca por um local adequado, um prédio no estilo antigo do McDonald's com os "arcos dourados" foi construído no estacionamento de uma igreja em sete dias em Douglasville, Geórgia. A J. Mack Robinson College of Business Administration Building, localizado no centro de Atlanta, que abriga uma agência do Bank of America, serviu como o primeiro edifício da Illinois First Federal Savings & Loan para o filme.

## Lançamento
Em 2 de março de 2015, a The Weinstein Company pagou US$ 7 milhões para o direito de distribuição do filme. Em 26 de março de 2015, o estúdio do filme marcou o dia 25 de novembro de 2016 como data de lançamento. Em março de 2016, a estreia do filme foi movida para o dia 5 de agosto de 2016. No dia 13 de julho de 2016, a data de lançamento do filme foi adiada até uma data limitada de 16 de dezembro de 2016, seguida de um amplo lançamento em 20 de janeiro de 2017. O filme finalmente foi lançado nos Estados Unidos, no Arclight Hollywood, em 7 de dezembro de 2016, a fim de se qualificar para o Oscar 2017.
Em fevereiro de 2017, a FilmNation Entertainment, uma das produtoras do filme, processou a The Weinstein Company em US$ 15 milhões. O motivo da ação judicial foi pelo fato da Weinstein ter lançado o filme Gold em 27 de janeiro de 2017, uma semana depois de The Founder, o que a FilmNation alegou ser uma quebra de contrato, dizendo que as duas empresas tinham um acordo de que nenhum filme da Weinstein Company seria lançado dentro de uma semana antes ou depois de The Founder.

## Recepção

### Bilheteria
O filme arrecadou US$ 12,8 milhões nos Estados Unidos e Canadá e US$ 11,3 milhões em outros territórios, totalizando US$ 24,1 milhões em todo o mundo.
Na América do Norte, esperava-se que o filme arrecadasse US$ 3 milhões em 1.115 cinemas em seu fim de semana de estreia. The Founder arrecadou US$ 3,8 milhões, terminando em nono lugar nas bilheterias. Em sua segunda semana, o filme arrecadou US$ 2,6 milhões, o que representou uma queda de 23,4%.

### Resposta da crítica
No agregador de críticas cinematográficas online Rotten Tomatoes, o filme tem um índice de aprovação de 81% com base em 248 críticas, com média ponderada de 6,90/10; o consenso crítico do site diz: "The Founder coloca o desempenho magnético de Michael Keaton no centro de uma cinebiografia inteligente e satisfatória que traça a ascensão de um dos empresários mais influentes da América e o nascimento de uma de suas indústrias de maior alcance". No Metacritic, o filme tem uma pontuação média ponderada de 66/100, com base em 47 críticos, indicando "críticas geralmente favoráveis". O público entrevistado pelo CinemaScore deu ao filme uma nota média "B+" em uma escala de "A+" a "F".

## Prêmios e indicações
| Ano  | Cerimônia                       | Categoria                         | Recipiente(s)                      | Resultado | Ref.   |
| ---- | ------------------------------- | --------------------------------- | ---------------------------------- | --------- | ------ |
| 2016 | Capri Awards                    | Melhor ator                       | Michael Keaton                     | Venceu    |        |
| 2017 | AARP Movies for Grownups Awards | Melhor filme de época             | The Founder                        | Indicado  | [ 30 ] |
| 2017 | AARP Movies for Grownups Awards | Melhor ator                       | Michael Keaton                     | Indicado  | [ 30 ] |
| 2017 | AARP Movies for Grownups Awards | Melhor filme produzido por amigos | John Carroll Lynch e Nick Offerman | Indicado  | [ 30 ] |